# Некультурна
Некультурна – новела української письменниці Ольги Кобилянської, вперше опублікована у 1897 році в газеті «Буковина». Вважається однією з найдовершеніших у творчому доробку авторки.

## Сюжет
Головна героїня твору — молода селянка Ганна, яка працює служницею у маєтку багатої міщанської родини. Вона щиро, старанно виконує свою роботу, мріючи про спокійне, щасливе життя. Але її життя сповнене принижень та зневаги з боку господарів, які з презирством ставляться до неї через її походження, простоту і брак освіти.
Ганна, попри свій статус, має природний розум, спостережливість і глибокі емоції. Однак в очах панів вона лишається «некультурною» лише тому, що не належить до їхнього кола.
Сюжет розгортається навколо моменту, коли Ганна стає об'єктом особливої несправедливості. Її звинувачують у незначній провині, яку вона не скоювала. Ця ситуація яскраво демонструє, як соціальний статус впливає на ставлення до людини: для господарів її слово нічого не варте, бо вона — «некультурна».
Кульмінацією є момент, коли Ганна відкрито висловлює свої почуття і образу. Її промова стає своєрідним криком душі, в якій вона ставить під сумнів справжню «культурність» тих, хто її зневажає.
У фіналі твору Ганна усвідомлює, що суспільство, в якому вона живе, не готове прийняти її внутрішню гідність і силу. Вона йде з маєтку, несучи з собою гордість і відчуття власної цінності, які не зламати навіть найжорстокішим ставленням.

## Сприйняття
Новела «Некультурна» була високо оцінена Лесею Українкою. За її словами, адресованими авторці, вона «не сподівалась від австрійської русинки такої щирості і одваги, з якою з якою змальований і сам тип і ситуації…».
За результатами науково-дослідницької розвідки літературознавця Миколи Васильчука, «… вибір героїні «Некультурної» сприяв введенню в літературу постаті, позначеною небуденністю і елементами емансипованості».